# Премьер-министр Юкона
Премье́р Юко́на или Премье́р-мини́стр Юко́на (англ. Premier of Yukon, фр. Premier ministre du Yukon) — глава правительства территории Юкон. Де-факто является главой исполнительной власти (хотя его полномочия значительно более ограничены, чем у провинциального премьер-министра).
Должность была создана в 1978 году, когда большая часть полномочий была передана от назначенного комиссара лидеру партии, пользующейся доверием Законодательной ассамблеи Юкона.
С первых обычных выборов в законодательные органы в 1978—1989 годах для наименования этой должности использовался термин «лидер правительства». Тони Пеникетт решил сменить наименование на «премьер-министр Юкона» на срок с 1989 по 1992 год на фоне некоторых споров. Его преемник Джон Осташек вернулся к названию «лидер правительства» — это же название использовал и следующий глава правительства Пирс Макдональд. Пэт Дункан приняла решение использовать название должности «премьер Юкона» после вступления в должность в 2000 году. С тех пор такое название остаётся неизменным.
После парламентских выборов в Юконе в 2016 году премьер-министром Юкона является Сэнди Сильвер, лидер Либеральной партии Юкона. 3 декабря 2016 года он был официально приведён к присяге в качестве премьер-министра Юкона.